# 依代智行
依代智行（本名不詳，—2008年），日本漫畫家及插圖畫家。
於Comic MASAMUNE上刊登數個讀切後，於Comic REX上連載「他與她的境界線」中去世。
Comic REX在預定刊登第3話的2008年3月號上刊登了追悼聲明。

## 主要作品

### 漫畫

#### Comic MASAMUNE
以下全為讀切作品。
- 黃昏的人形術師（2003年夏季號）
- 曉之狙撃手（2003年秋季號）
- 追憶的華人（2004年冬季號）
- 賽琉亞的約定（2004年初夏號）
- 杏子和餡子與一等星（2004年春季號）

#### Comic REX
- 他與她的境界線（於第2話刊登後去世）

### 原畫
以下全為18禁遊戲。
- 密月～Secret Moon～
- いたいけな天使たち～悪夢の病棟～

## 爭議
在依代去世前曾在社交網站mixi上表明自己承受巨大的壓力，在他與她的境界線第1話的後記也表示自己身心層面都不斷的在惡化；而在依代去世後隨即傳出依代可能是自殺的說法，某個長期發表反依代文章的部落格遭到大量的留言洗版攻擊而關閉。